# کیلی فورسایت
کیلی فورسایت (انگلیسی: Keeley Forsyth) بازیگر، خواننده و موسیقی‌دان اهل بریتانیا است. وی از سال ۱۹۹۵ میلادی تاکنون مشغول فعالیت بوده است.
از فیلم‌ها یا برنامه‌های تلویزیونی که وی در آن نقش داشته است، می‌توان به نگهبانان کهکشان، طبابت در پیک، حادثه، تپش قلب، دیل و پاسکو، شهر هالبی، لوتر، خیابان کورونیشن، ترفندهای نو، خلأ موقت و بیچارگان اشاره کرد.